# Kazimierz Śmiganowski
Kazimierz Śmiganowski (ur. ?, zm. 15 grudnia 2000) – polski dyplomata.

## Życiorys
Syn Adama. Sprawował stanowiska przedstawiciela dyplomatycznego PRL: od lutego 1948 do 26 lutego 1957 był chargé d’affaires w Afganistanie oraz posłem w Iranie, a w latach 60. pracował jako minister pełnomocny w randze chargé d’affaires ad interim w Gwinei.
Zmarł 15 grudnia 2000.

## Odznaczenia i ordery
- Krzyż Oficerski Orderu Odrodzenia Polski (1951)[3]
- Medal 10-lecia Polski Ludowej (1955)[4]